# Arhopala fundania
Arhopala fundania är en fjärilsart som beskrevs av Hans Fruhstorfer 1934. Arhopala fundania ingår i släktet Arhopala och familjen juvelvingar. Inga underarter finns listade i Catalogue of Life.